# Cacoxenus notius
Cacoxenus notius är en tvåvingeart som beskrevs av Tsacas och Chassagnard 1999. Cacoxenus notius ingår i släktet Cacoxenus och familjen daggflugor. Inga underarter finns listade i Catalogue of Life.